# Hrom
Hrom je akustický třesk doprovázející výboj blesku. Vysoká hustota proudu ve výbojovém kanálu blesku zahřeje vzduch na vysoké teploty. Dochází k ionizaci vzduchu a vzniku plazmatu. Zahřáté plazma se prudce rozpíná, tlačí na okolní vzduch a vyvolává rázovou vlnu, kterou pak slyšíme jako hrom. Akustický třesk hromu se v atmosféře šíří a odráží se od překážek, hlavně terénních útvarů (např. kopců). Zvuk hromu odražený od překážek dobíhá k pozorovateli se zpožděním a prodlužuje trvání akustického efektu.

## Odhad vzdálenosti úderu blesku
Rychlost světla je tak vysoká, že světlo od výboje k pozorovateli dorazí za nepostřehnutelnou dobu, prakticky okamžitě. Naproti tomu rychlost zvuku ve volné atmosféře činí přibližně 340 m/s, za dobu 3 sekund pak zvuk hromu urazí asi 1 020 metrů. Zvuk hromu se tedy od místa výboje k pozorovateli šíří rychlostí přibližně 1 km za 3 sekundy.